# Oktay Özdemir
Inanc Oktay Özdemir (født i 1986 i Berlin) er en tysk skuespiller af tyrkisk afstamning, der muligvis er bedst kendt for sin rolle som Errol i ungdomsfilmen Knallhart fra 2006.
Özdemir skrev og instruerede i sin fritid, selv små teater-projekter. Socialt er han involveret i integrative projekter og teaterworkshops for unge. Han er far til to børn.
Som en skuespiller spiller Özdemir ofte kriminelle, voldelige fyre, i Jargo (2004), men også senere i Knallhart (2006) og Wut (2006).

## Filmografi
- 2000: König der Diebe
- 2004: Jargo
- 2005: Zeit der Wünsche
- 2005: Tote Hose - Kann nicht, gibt's nicht (TV-film)
- 2006: Knallhart
- 2006: Wut
- 2006: Ein Freund von mir
- 2007: Schwarze Schafe
- 2007: Kronos
- 2007: Leroy
- 2008: 1. Mai - Helden bei der Arbeit
- 2009: Vorstadtkrokodile
- 2009: Method
- 2010: Zeiten ändern Dich
- 2011: Aus Liebe
- 2011: Keine Zeit zu Leben
- 2012: Nemez
- 2016: Meteorstraße
- 2017: Bibi & Tina: Tohuwabohu Total
- 2017: Ich gehöre Ihm
- 2018: Asphaltgorillas